# قاپان‌لی بالا
قاپان‌لی بالا (به لاتین: Yuxarı Qapanlı) یک منطقه مسکونی در جمهوری آذربایجان است که در شهرستان ترتر واقع شده است.